# Marsusok (Itália)
Marsusok, ókori itáliai néptörzs. Közép-Itáliában, az Appenninek fennsíkján a Fucinus tó mellett, a Liris és az Aternus folyó közt volt a területük. A többi szabin törzzsel együtt gyakran hadakoztak a rómaiakkal, egészen Kr. e. 304-ig, amikor szövetséget kötöttek Rómával. Fővárosuk Marruvium (ma San Benedetto) volt. Harcias nép volt, sőt Horatius és Vergilius szerint kígyóbűvöléssel is foglalkoztak, emiatt azt tartották róluk, hogy Kirkétől származtak és Médeia oktatta őket.